# 1993년 뉴욕 영화 비평가 협회상
제59회 뉴욕 영화 비평가 협회상은 1993년 영화를 대상으로 하는 시상식이다.

## 수상 및 후보

### 작품상
- 쉰들러 리스트

### 감독상
- 피아노 - 제인 캠피온 수상

### 각본상
- 피아노 - 제인 캠피온 수상

### 여우주연상
- 피아노 - 홀리 헌터 수상

### 남우주연상
- 네이키드 - 데이빗 듈리스 수상

### 여우조연상
- 패왕별희 - 공리 수상

### 남우조연상
- 쉰들러 리스트 - 랄프 파인즈 수상

### 촬영상
- 쉰들러 리스트 - 야누즈 카민스키 수상

### 다큐멘터리상
- 비전 오브 라이트

### 외국영화상
- 패왕별희